# Andreas Christensen
 Ikke at forveksle med Andreas Bruhn Christensen.
Andreas Bødtker Christensen, kendt som AC, (født 10. april 1996) er en dansk fodboldspiller, der spiller for den spanske La Liga-klub FC Barcelona. Her kom han fra Chelsea.  Han var fra 2015 til 2017 udlejet til Borussia Mönchengladbach.
Han har spillet en række kampe på de danske ungdomslandshold og spiller nu på A-landsholdet. Christensen spiller primært i midterforsvaret.

## Karriere
Andreas Christensen blev indledt i IF Skjold Birkerød, hvor han fik sin tidlige fodboldopdragelse. Efter et succesfuldt ophold i Birkerød skiftede han til Brøndby IF, inden Chelsea i 2012 skrev kontrakt med ham for næsen af konkurrenter som Arsenal og Manchester City. Ved udgangen af 2012 blev han kåret som årets U/17-talent i Danmark.
Andreas Christensen fik debut for Chelsea 24. maj 2013, da han foran 48.000 tilskuere spillede samtlige 90 minutter i en opvisningskamp mod Manchester City. Han fik nogle kampe i League Cup i 2014-15, og han fik sin Premier League-debut 24. maj 2015, hvor han blev skiftet ind 12 minutter før tid i en hjemmekamp mod Sunderland.
I sommeren 2015 blev han lejet ud til tyske Borussia Mönchengladbach, hvor han snart kom til at udgøre et fast midtforsvarspar med landsmanden Jannik Vestergaard. Han spillede i alt 65 kampe og scorede fem mål for klubben i løbet af de to år, han var udlejet.
I sommeren 2017 vendte Andreas Christensen tilbage til Chelsea, og han blev skiftet ind i sæsonens første Premier League-kamp, da holdets anfører, Gary Cahill, blev udvist tidligt i kampen mod Burnley F.C. Med Cahills efterfølgende karantæne var der plads til Christensen i startopstillingen i den følgende kamp, hvor han fik fuld spilletid.
Efter en periode uden ret meget spilletid for Chelsea profiterede Christensen af, at holdet fik Thomas Tuchel som træner i begyndelsen af 2021. Han spillede størstedelen af klubbens kampe i Premier League, og skønt han ikke var med fra start i klubbens Champions League-finalen samme år, kom han ind og afløste den skadede Thiago Silva og var dermed med til at vinde turneringen efter sejr på 1-0 over Manchester City.
Efter udløb af kontrakten i Chelsea i sommeren 2022 skiftede Andreas Christensen til FC Barcelona.
Andreas Christensen var den eneste danske spiller som scorede i VM i Qatar 2022. Det gjorde han imod Frankrig med et hovedstød fra et hjørnespark. Kampen endte 2-1  til Frankrig.[kilde mangler]

## Familieforhold
Andreas har 2 søskende. Melissa  og Magnus Christensen. 

## Landsholdskarriere
Den 8. juni 2015 fik han debut på det danske A-landshold i en kamp mod Montenegro.
Han spillede alle kampe for Danmark ved både VM-slutrunden 2018 og EM-slutrunden 2020 (afholdt 2021). I sidstnævnte turnering scorede han sit andet landskampsmål, da han gjorde det til 3-1 i kampen mod Rusland i 4-1-sejren.

## Titler
Chelsea
- UEFA Europa League: 2018–19[13]
- UEFA Champions League: 2020–21[14]
- UEFA Super Cup: 2021[15]

Barcelona
La Liga: 2022 - 2023